# Día del Lector
En Argentina cada 24 de agosto se celebra el Día del Lector en conmemoración del nacimiento del escritor Jorge Luis Borges, el 24 de agosto de 1899. El homenaje fue establecido mediante la Ley nacional 26 754 en 2012.

## Historia
El 27 de junio de 2012 el Senado y la Cámara de Diputados de la Nación Argentina por unanimidad sancionaron la Ley nacional 26 754, instituyendo el 24 de agosto de cada año como «Día del Lector», en conmemoración y homenaje al día del natalicio del escritor argentino Jorge Luis Borges con el objetivo de «promover la lectura y la democracia a través de la realización en dicha fecha de actos de divulgación de las letras y de reconocimiento a la obra y trayectoria de la máxima figura de la literatura nacional.»
La ley también encomienda al Poder Ejecutivo Nacional la realización en dicha fecha de actos de divulgación de la lectura y de reconocimiento a la obra y a la trayectoria de Borges, «como figura insoslayable de la literatura nacional y universal.»

## Actividades
Para celebrar y promocionar la lectura se realizan actividades alusivas: charlas, conferencias, sueltas de poemas, etc. en forma presencial o virtual, y en algunas localidades existen promociones para la compra de libros.